# Зимнівська сільська рада
Зи́мнівська сільська́ ра́да Зи́мнівської сільсько́ї територіа́льної грома́ди (до 2015 року — Зимнівська сільська рада Володимир-Волинського району Волинської області) — орган місцевого самоврядування Зимнівської об'єднаної сільської територіальної громади Волинської області. Розміщення — село Зимне.

## Склад ради
Рада складається з 26 депутатів та голови.
Перші вибори депутатів оновленої ради та голови громади відбулись 25 жовтня 2015 року, одночасно з черговими місцевими виборами. Було обрано 22 депутати ради, серед котрих 19 самовисуванців, 2 представники БПП «Солідарність» та один — Всеукраїнське об'єднання «Свобода».
Головою громади обрали самовисуванця В'ячеслава Католика, члена Всеукраїнського об'єднання «Батьківщина», чинного Зимнівського сільського голову.
24 грудня 2017 року відбулись додаткові вибори депутатів ради в колишній Хмелівківській сільській раді, що приєдналась до громади — було обрано ще 4 депутати. Було обрано 4 депутати: 2 — БПП «Солідарність», по одному — УКРОП та ВО «Батьківщина».

## Історія
До 5 листопада 2015 року — адміністративно-територіальна одиниця у Володимир-Волинському районі Волинської області з підпорядкуванням сіл Зимне, Горичів, Октавин, Фалемичі та Шистів. Рада складалась з 22 депутатів та голови.
Рішенням Волинської обласної ради № 36/4 від 14 серпня 2015 року було утворено Зимнівську об'єднану сільську територіальну громаду з центром у селі Зимне Володимир-Волинського району Волинської області шляхом об'єднання Зимнівської, Бубнівської, Льотничівської, Селецької сільських рад.

### Населення
Згідно з переписом УРСР 1989 року чисельність наявного населення сільської ради становила 1486 осіб, з яких 688 чоловіків та 798 жінок.
За переписом населення України 2001 року в сільській раді мешкало 1545 осіб.

### Мова
Розподіл населення за рідною мовою за даними перепису 2001 року:
| Мова       | Відсоток |
| ---------- | -------- |
| українська | 98,71 %  |
| російська  | 0,97 %   |
| білоруська | 0,26 %   |

### Керівний склад попередніх скликань
| Прізвище, ім'я, по батькові | Основні відомості                                                                                  | Дата обрання | Дата звільнення |
| --------------------------- | -------------------------------------------------------------------------------------------------- | ------------ | --------------- |
| Католик В'ячеслав Артурович | Сільський голова, 1984 року народження, освіта вища, член Всеукраїнського об'єднання «Батьківщина» | 26.03.2006   | 31.10.2010      |
| Католик В'ячеслав Артурович | Сільський голова, 1984 року народження, освіта вища, член Всеукраїнського об'єднання «Батьківщина» | 31.10.2010   | 25.10.2015      |
| Католик В'ячеслав Артурович | Сільський голова, 1984 року народження, освіта вища, член Всеукраїнського об'єднання «Батьківщина» | 25.10.2015   |                 |

Примітка: таблиця складена за даними сайту Верховної Ради України на сайті Верховної Ради України та ЦВК

### Депутати VII скликання
За результатами місцевих виборів 2015 року депутатами ради стали:

#### За суб'єктами висування
| Суб'єкт висування                                   | Кількість обраних депутатів | %     |
| --------------------------------------------------- | --------------------------- | ----- |
| Самовисування                                       | 19                          | 86.36 |
| Партія Блок Петра Порошенка «Солідарність»          | 2                           | 9.09  |
| Політична партія Всеукраїнське об'єднання «Свобода» | 1                           | 4.55  |

#### За округами
| № округу | Прізвище, ім'я, по батькові      | Ким висунуто                                        | Дата нар.  | Освіта              | Партійна приналежність                                        | Відомості                                                                                              |
| -------- | -------------------------------- | --------------------------------------------------- | ---------- | ------------------- | ------------------------------------------------------------- | --- |
| 1        | Вишняк Любов Степанівна          | Самовисування                                       | 11.07.1969 | професійно-технічна | член політичної партії Всеукраїнське об'єднання «Батьківщина» | Зимнівська сільська рада, секретар                                                                     |
| 2        | Кротач Руслан Леонтійович        | ПАРТІЯ "БЛОК ПЕТРА ПОРОШЕНКА «СОЛІДАРНІСТЬ»         | 02.03.1976 | вища                | безпартійний                                                  | ТВО «Руслан-Агро», директор                                                                            |
| 3        | Юрчук Світлана Михайлівна        | Самовисування                                       | 24.04.1976 | загальна середня    | безпартійна                                                   | Комунальне господарство Зимнівської сільської ради, бухгалтер                                          |
| 4        | Голяновська Мар'яна Вікторівна   | Самовисування                                       | 04.10.1989 | вища                | безпартійна                                                   | Управління у справах сім'ї, молоді і спорту, спеціаліст                                                |
| 5        | Боровець Андрій Іванович         | Самовисування                                       | 30.11.1976 | професійно-технічна | безпартійний                                                  | Дитячий садок «Ромашка» с. Зимне, оператор котельні                                                    |
| 6        | Хмелюк Олександр Володимирович   | Самовисування                                       | 07.04.1979 | загальна середня    | безпартійний                                                  | безробітний                                                                                            |
| 7        | Сахменко Людмила Володимирівна   | Самовисування                                       | 26.12.1978 | професійно-технічна | безпартійна                                                   | Льотничівська сільська рада, діловод                                                                   |
| 8        | Подзізей Таїса Яківна            | Самовисування                                       | 28.04.1964 | професійно-технічна | безпартійна                                                   | Льотничівська сільська рада, бухгалтер                                                                 |
| 9        | Боруцька Світлана Дмитрівна      | Самовисування                                       | 26.11.1970 | вища                | безпартійна                                                   | Відділ економіки та фінансів галузей народного господарства управління фінансів РДА, начальник відділу |
| 10       | Потапюк Микола Максимович        | Самовисування                                       | 26.02.1954 | вища                | безпартійний                                                  | Льотничівська сільська рада, голова                                                                    |
| 11       | Сидорук Павло Миколайович        | Самовисування                                       | 24.02.1970 | професійно-технічна | безпартійний                                                  | Оваднівське ПТУ, пенсіонер                                                                             |
| 12       | Поліщук Василь Володимирович     | Самовисування                                       | 05.10.1959 | вища                | безпартійний                                                  | Хлібзавод, підприємець                                                                                 |
| 13       | Шатківський Сергій Володимирович | Самовисування                                       | 23.11.1981 | вища                | безпартійний                                                  | ПАТ «Волиньобленерго», майстер                                                                         |
| 14       | Козачук Галина Іванівна          | політична партія Всеукраїнське об'єднання «Свобода» | 01.01.1968 | загальна середня    | безпартійна                                                   | безробітна                                                                                             |
| 15       | Ковальчук Тетяна Никифорівна     | Самовисування                                       | 05.06.1962 | професійно-технічна | безпартійна                                                   | Філія бібліотеки с. Володимирівка, бібліотекар                                                         |
| 16       | Матвіюк Анатолій Миколайович     | Самовисування                                       | 31.05.1957 | вища                | безпартійний                                                  | Селецька сільська рада, голова сільської ради                                                          |
| 17       | Антонюк Ольга Володимирівна      | Самовисування                                       | 28.11.1960 | професійно-технічна | безпартійна                                                   | Селецька сільська рада, секретар                                                                       |
| 18       | Януш Тетяна Василівна            | Самовисування                                       | 17.09.1974 | професійно-технічна | безпартійна                                                   | Селецька сільська рада, бухгалтер                                                                      |
| 19       | Головенко Ольга Леонідівна       | Самовисування                                       | 28.04.1970 | вища                | безпартійна                                                   | Бубнівська сільська рада, бухгалтер                                                                    |
| 20       | Подзізей Василь Анатолійович     | Самовисування                                       | 23.05.1976 | вища                | безпартійний                                                  | ЗОШ с. Бубнів, директор школи                                                                          |
| 21       | Навроцький Тарас Васильович      | ПАРТІЯ "БЛОК ПЕТРА ПОРОШЕНКА «СОЛІДАРНІСТЬ»         | 14.01.1976 | вища                | безпартійний                                                  | ТВО «Агросвіт-Волинь», агроном                                                                         |
| 22       | Гуль Алла Ярославівна            | Самовисування                                       | 18.11.1980 | вища                | безпартійна                                                   | безробітна                                                                                             |

### Депутати VI скликання
За результатами місцевих виборів 2010 року депутатами ради стали:

#### За суб'єктами висування
| Суб'єкт висування                                       | Кількість обраних депутатів | %    |
| ------------------------------------------------------- | --------------------------- | ---- |
| Політична партія Всеукраїнське об'єднання «Батьківщина» | 6                           | 37,5 |
| Самовисування                                           | 5                           | 31,3 |
| Політична партія «Сильна Україна»                       | 4                           | 25   |
| Єдиний Центр                                            | 1                           | 6,3  |

#### За округами
| № округу                                                | Прізвище, ім'я, по батькові     | Дата визнання обраним | Освіта             | Партійна приналежність                        | Відомості про обраного депутата               |
| ------------------------------------------------------- | ------------------------------- | --------------------- | ------------------ | --------------------------------------------- | --------------------------------------------- |
| Єдиний Центр                                            |                                 |                       |                    |                                               |                                               |
| 5                                                       | Пріма Світлана Михайлівна       | 01.11.2010            | середня спеціальна | член Єдиного Центру                           | будинок культури с. Зимне, бібліотекар        |
| Політична партія Всеукраїнське об'єднання «Батьківщина» |                                 |                       |                    |                                               |                                               |
| 3                                                       | Юрчук Світлана Михайлівна       | 01.11.2010            | середня спеціальна | член Всеукраїнського об'єднання «Батьківщина» | Зимнівська сільська рада, директор комунгоспу |
| 4                                                       | Мельничук Леонід Олексійович    | 01.11.2010            | середня            | член Всеукраїнського об'єднання «Батьківщина» | підприємець                                   |
| 6                                                       | Максимчук Олег Якович           | 01.11.2010            | середня            | член Всеукраїнського об'єднання «Батьківщина» | птахофабрика с. Фалемичі, оператор-електрик   |
| 9                                                       | Вишняк Любов Степанівна         | 01.11.2010            | середня спеціальна | член Всеукраїнського об'єднання «Батьківщина» | Зимнівська загальноосвітня школа, сторож      |
| 10                                                      | Католик Олександр Артурович     | 01.11.2010            | вища               | член Всеукраїнського об'єднання «Батьківщина» | магазин «Мегабуд», менеджер                   |
| 14                                                      | Семенюк Олександр Валентинович  | 01.11.2010            | вища               | член Всеукраїнського об'єднання «Батьківщина» | тимчасово не працює                           |
| Політична партія «Сильна Україна»                       |                                 |                       |                    |                                               |                                               |
| 1                                                       | Боренко Микола Миколайович      | 01.11.2010            | вища               | член Політичної партії «Сильна Україна»       | ДГ «Промжитлобуд», інженер                    |
| 11                                                      | Оніщук Анатолій Володимирович   | 01.11.2010            | середня спеціальна | член Політичної партії «Сильна Україна»       | СПГ"Оніщук В.Г", механізатор                  |
| 12                                                      | Кротач Андрій Леонтійович       | 01.11.2010            | середня            | член Політичної партії «Сильна Україна»       | тимчасово не працює                           |
| 16                                                      | Вакуленко Мар'яна Василівна     | 01.11.2010            | вища               | член Політичної партії «Сильна Україна»       | Зимнівська загальноосвітня школа, вчитель     |
| Самовисування                                           |                                 |                       |                    |                                               |                                               |
| 2                                                       | Панасевич Ігор Миколайович      | 01.11.2010            | вища               | позапартійний                                 | тимчасово не працює                           |
| 7                                                       | Юрчук Лариса Францівна          | 01.11.2010            | середня спеціальна | позапартійна                                  | Зимнівський дитячий садок, завідувачка        |
| 8                                                       | Бадзюнь Володимир Володимирович | 01.11.2010            | середня спеціальна | член Політичної партії «Сильна Україна»       | тимчасово не працює                           |
| 13                                                      | Боровець Андрій Іванович        | 01.11.2010            | середня спеціальна | член Партії регіонів                          | тимчасово не працює                           |
| 15                                                      | Балук Людмила Василівна         | 01.11.2010            | середня спеціальна | член Партії регіонів                          | тимчасово не працює                           |